# Европейска асоциация за свободна търговия
Европейската асоциация за свободна търговия, или ЕАСТ (на английски: European Free Trade Association, EFTA) е търговски блок от държави в Западна Европа.
Оформя се като своеобразно отрицание на идеите на Жан Моне и тяхното практическо осъществяване чрез европейски общности. В тази интеграционна общност влизат страни, които не споделят разбирането, че за по-рационално използване на ресурсите трябва да се създават наднационални институции. Те не приемат идеята за делегиране на суверенни права на такива структури.
През януари 1960 г. 8 европейски държави – Австрия, Великобритания, Дания, Норвегия, Португалия, Финландия, Швеция и Швейцария, подписват конвенция в Стокхолм, с която се създава асоциацията. Днес в ЕАСТ членуват Исландия, Лихтенщайн, Норвегия и Швейцария.
Стокхолмската конвенция влиза в сила от 3 май 1960 г. С нея страните-основателки си поставят за цел:
- да съдействат за повишаване на икономическата активност на територията на асоциацията и във всяка влизаща в нея държава;
- да постигат по-рационално използване на ресурсите;
- да повишават производителността на труда;
- да си осигуряват заетост на работната ръка и да повишават жизнения стандарт;
- да осигурят финансова стабилност;
- да създадат условия за свободна конкуренция в рамките на асоциацията;
- да не допускат сериозни дисбаланси в снабдяването на отделните страни със суровини, с които разполагат страните-членки;
- да допринасят за хармонично развитие и разширяване на международната търговия и за постепенното отстраняване на търговските бариери.
Сътрудничеството между страните се подпомага от Съвета на асоциацията, който заседава 2 пъти годишно на министерско равнище и 2 пъти месечно на ниво експерти. Създадени са постоянни комитети на митнически експерти и на експерти по техническите пречки в търговията. Сътрудничеството се подпомага от секретариат със седалище в Женева. Развива се парламентарно сътрудничество.
В края на 1966 г. между страните-членки на ЕАСТ са премахнати вносните мита за промишлените стоки. През 1973 г. всяка от страните-членки на ЕАСТ подписва споразумение с Европейската икономическа общност (ЕИО) за свободна търговия с промишлени стоки и подобрен достъп на селскостопанските стоки.
През 1992 г. страните на ЕАСТ и ЕИО подписват договор за създаване на Европейската икономическа зона. Това е нова форма на интеграция, която осигурява, освен свобода за търговията, също и свободно движение на капитали и хора. Договорът влиза в сила от началото на 1994 г. Швейцария отказа да се присъедини към зоната.